# Karl Alinder
Karl Alinder född 9 februari 1859 i Alunda församling, Uppsala län, död 8 april 1929 i Adolf Fredriks församling, Stockholm, var en svensk präst.

## Biografi
Karl Alinder föddes 1859 i Alunda socken. Han var 1878–1879 och 1880–1883 student vid Betelseminariet i klass 1–4. Alinder blev 1883 biträdande predikant i Malmö, pastor i Ragunda 1884, predikant i Örebro söndagsskoleförsamling 1884 och Stockholms andra söndagsskoleförsamling 1885–1893, samt verkade i Östergötland och norra Småland.
Han bildade Jämtlands, Östergötlands och Norra Smålands Söndagsskolförsamlingar. Alinder var under ett år pastor i Mjölby. Han var 1894 till 1896 redaktör för Svenska budbärare och var under samma år biträdande predikant i Göteborg. Alinder var från 1896 till 1900 pastor i Karlstad och var från 1901 till 1906 anställd på olika bokförlag i Stockgolm. 1906 anställdes han på Baptistsamfundets bokförlag.
Alinder var medarbetade vid Stockholms-Tidningen i 16 år.

### Familj
Alinder gifte sig 12 december 1885 med Emelie Olivia Bengtsson (död 1920) i Norrköping. 

### Översättningar
- 1889 – Förbjuden frukt.[11]
- 1899 – George Müller, En nutidens trosapostel.[12]
- 1900 – Jag lofvar (Frederick Brotherton Meyer).[13]
- 1909 – Bo och hans kaniner eller en oriktigt börjad levnadsbana (Emma Leslie).[14]

### Sångböcker
- 1887 – Sarons lilja.[15]
- 1909 – Blandade röster.[16]